# Monica Frassoni
Monica Frassoni (10 de septiembre de 1963, Veracruz, México) es una política italiana de orientación ecologista, que ha pertenecido a diversos partidos verdes europeos.

## Biografía y primeros años
Diplomada en Ciencias políticas, comienza su actividad política en 1983 en el seno del Movimiento Federalista Europeo, y en 1987 es elegida secretaria general europea de los JEF (Jóvenes Europeos Federalistas), la sección joven del movimiento.

## Trayectoria política
Desde 1990 hasta junio de 1999, Frassoni fue consejera del Grupo de Los Verdes en el Parlamento Europeo dónde se encargó de los temas institucionales, de reglamento interno e inmunidad.
En 1999 fue elegida eurodiputada por primera vez por el partido francófono belga Ecolo.
En 2004 se presentó de nuevo a las elecciones europeas, esta vez en Italia junto a la Federación de los Verdes (perteneciente al Partido Verde Europeo) por la circunscripción Noroeste. Durante esa legislatura fue copresidenta del grupo parlamentario Verdes/ALE junto a Daniel Cohn-Bendit, hasta 2009. El 15 de enero de 2007 fue candidata a presidir el Parlamento, quedando en segundo lugar con 145 votos, por detrás del candidato PPE-PSE Hans-Gert Poettering.
Desde 2010 forma parte del patronato de la Fundación Equo en España. Actualmente los jóvenes verdes italianos piden su dimisión como copresidente del partido verde europeo por su candidatura como independiente con SEL, mientras que los Verdes italianos han apostado por la coalición Revolución Cívica.